# Frères Cogniard
Pour les articles homonymes, voir Cogniard.

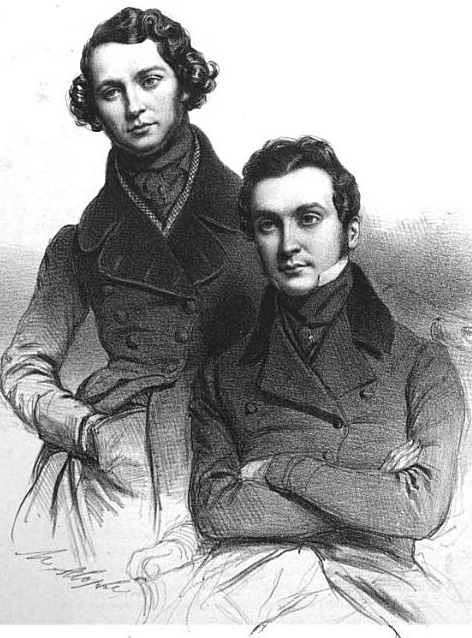
Les frères Cogniard, portrait publié dans la Galerie de la presse, de la littérature et des beaux-arts, 1839.

Charles-Théodore et Jean-Hippolyte Cogniard sont des dramaturges et directeurs de théâtre français, à qui l'on doit un nombre incalculable de vaudevilles, revues, féeries et opérettes.
Théodore Cogniard est né le 30 avril 1806 à Paris et mort à Paris 10e le 13 mai 1872.
Hippolyte Cogniard est né le 28 novembre 1807 à Paris et mort à Paris 10e le 6 février 1882.
Hyppolyte a été décoré de la Croix de Juillet en 1831 et de la Légion d'honneur en août 1848 comme capitaine de la Garde nationale.
Théodore a été décoré de la Légion d'honneur en août 1852 comme auteur dramatique.
Ils sont inhumés au cimetière de Montmartre à Paris.

## Biographie
Théodore et Hippolyte sont les fils de Jérôme Cogniard, chirurgien-dentiste, né en 1762 à Vienne dans l'Isère et mort en 1810 à Paris, et de Marie Rose Joséphine Koller.
Orphelins très jeunes, ils font tous deux des études de médecine et de chirurgie. En 1828, l'un des frères étant tombé gravement malade, ils quittent Paris et s'installent à Naples durant deux ans.
A leur retour, ils se lancent dans l'écriture de vaudevilles et trouvent le succès avec la "Cocarde tricolore", présentée en 1834, au théâtre des Folies-Dramatiques et qui sera jouée plus de deux cents fois.
Surnommés « les jumeaux siamois du vaudeville », ils dirigent le théâtre de la Porte-Saint-Martin de 1840 à 1845, date à laquelle Hippolyte prend seul la direction du Vaudeville puis des Variétés de 1854 à 1869 où il impose l'opérette. C'est sous sa direction que Jacques Offenbach crée ses œuvres les plus marquantes : La Belle Hélène, Barbe-Bleue, La Grande-duchesse de Gérolstein et La Périchole. En 1869, il rachète à Hippolyte Hostein, pour le compte de son fils Léon, le Cirque du Prince-Impérial, qu'ils rebaptisent théâtre du Château d'Eau et dont il prend la direction à la mort prématurée de Léon en mars 1870, jusqu'en 1875.
En tant qu'auteurs dramatiques, les frères Cogniard produisirent un nombre impressionnant de pièces, féeries et revues dès 1830, collaborant ponctuellement avec Hector Crémieux, Louis-François Clairville ou Paul Siraudin.
Parmi celles-ci, on peut citer : La Cocarde tricolore, La Révolte des modistes, Les Deux Borgnes, L'Agnès de Belleville (avec Paul de Kock), Bobêche et Galimafré, La Fille de l'air, Les Enfants du délire, Le Naufrage de la Méduse, Les Mille et une nuits, La Biche aux bois, La Cornemuse du diable, Le Royaume du calembourg, La Poudre de perlimpinpin, Le Monde camelotte, Les Bibelots du diable, La Grande Marée, Sans queue ni tête (avec Crémieux), La Reine Crinoline ou Le royaume des femmes, Les Compagnons de la truelle (avec Clairville), Les Bêtises d'hier (avec Clairville et Siraudin) et leur plus grand succès : La Chatte blanche, féerie créée en 1852.

## Créations signées «Cogniard frères»
- 1830 : Au Peuple !, chant patriotique[8]
- 1831 : La Cocarde Tricolore, Episode de la Guerre d'Alger, vaudeville (personnages de Chauvin et Dumanet), au théâtre des Folies-Dramatiques[9]
- 1831 : Le Modèle, croquis d'atelier, folie-vaudeville, au théâtre des Nouveautés[10]
- 1831 : Les Deux Divorces, comédie-vaudeville, au théâtre des Nouveautés de la rue Vivienne[11]
- 1832 : Les Enfants du Soldat, vaudeville, au théâtre des Folies-Dramatiques[12]
- 1832 : Le Chouan, drame épisodique, au théâtre de l'Ambigu-Comique[13]
- 1832 : Le Pays Latin ou Encore une Leçon, folie-vaudeville, au théâtre du Gymnase-Dramatique[14]
- 1832 : Le Fils de l'Empereur, histoire contemporaine, au théâtre du Vaudeville[15]
- 1832 : Monsieur Benoit ou Les Deux Idées, folie-vaudeville, au théâtre de l'Ambigu-Comique[16]
- 1833 : Le Souper du Mari, opéra, à l'opéra Comique[17]
- 1833 : Le Garçon Parfumeur, vaudeville, au Théâtre des Folies-Dramatiques[18]
- 1833 : Un Bon Enfant, vaudeville, au théâtre du Palais-Royal[19]
- 1833 : La Courte-paille, drame-vaudeville, au théâtre des Folies-Dramatiques[20]
- 1833 : Le Royaume des Femmes ou Le Monde à l'Envers, pièce fantastique, au théâtre de l'Ambigu-Comique[21]
- 1834 : La Révolte des Modistes, vaudeville, au théâtre des Folies-Dramatiques[22]
- 1834 : Dupont, mon Ami, folie-vaudeville, au théâtre de l'Ambigu-Comique[23]
- 1834 : Une Chanson, drame-vaudeville, au théâtre de l'Ambigu-Comique[24]
- 1834 : L'Apprenti ou L'Art de faire une Maîtresse, comédie-vaudeville, au théâtre des Folies-Dramatiques[25]
- 1834 : Les Deux Borgnes, folie-vaudeville, au théâtre du Palais-Royal[26]
- 1834 : Le For-L'Evêque, vaudeville anecdotique, au théâtre National du Vaudeville[27]
- 1834 : Au Rideau ! ou Les Singeries Dramatiques, revue, au théâtre du Cirque Olympique[28]
- 1835 : Les Chauffeurs, mélodrame, théâtre des Folies-Dramatiques[29]
- 1835 : Le Fils de Triboulet, comédie-vaudeville, théâtre du Palais-Royal[30]
- 1835 : Les Danseuses à la Classe, tableau-vaudeville, au théâtre des Variétés[31]
- 1835 : L'Agnès de Belleville, comédie-vaudeville d'après Paul de Kock, au théâtre des Folies-Dramatiques[32]
- 1835 : Pauvre Jacques !, comédie-vaudeville, au théâtre du Gymnase-Dramatique[33]
- 1835 : La Tirelire, tableau-vaudeville, au théâtre du Palais-Royal[34]
- 1836 : Coquelicot, vaudeville, au théâtre des Folies-Dramatiques[35]
- 1836 : Plus de Loterie !, vaudeville, au théâtre de la Porte Saint-Antoine[36]
- 1836 : Une Saint-Barthélémy ou Les Huguenots de Touraine, vaudeville non historique, au théâtre des Variétés[37]
- 1836 : Le Turc, vaudeville, au théâtre des Variétés[38]
- 1836 : Le Conseil de Discipline, tableau mêmé de vaudevilles, au théâtre du Palais-Royal[39]
- 1836 : Le Rapin, scène d'atelier mêlée de couplets, au théâtre du Palais-Royal[40]
- 1836 : Les Femmes, le Vin et le Tabac, vaudeville, au théâtre des Folies-Dramatiques[41]
- 1837 : Vive le Galop !, folie-vaudeville, au théâtre des Folies-Dramatiques[42]
- 1837 : Mes Bottes Neuves, comédie-vaudeville, au théâtre du Palais-Royal[43]
- 1837 : Pour ma Mère !, drame-vaudeville, au théâtre des Folies-Dramatiques[44]
- 1837 : Micaela ou Princesse et Favorite, drame, au théâtre des Folies-Dramatiques[45]
- 1837 : Bobêche et Galimafré, vaudeville-parade, au théâtre du Palais-Royal[46]
- 1837 : La Fille de l'Air, féerie, au théâtre des Folies-Dramatiques[47]
- 1837 : Bruno le Fileur, comédie-vaudeville, au théâtre du Palais-Royal[48]
- 1837 : Portier, je veux de tes cheveux !, anecdote historique, au théâtre des Variétés[49]
- 1837 : Le Café des comédiens, silhouette dramatique mêlée de chant, au théâtre du Palais-Royal[50]
- 1838 : L'ïle de la Folie, revue, au théâtre du Palais-Royal[51]
- 1838 : Les Trois DImanches, comédie-vaudeville, au théâtre du Palais-Royal[52]
- 1838 : Les Enfants du Délire , tableau populaire, au théâtre du Palais-Royal[53]
- 1838 : A Bas les Hommes !, vaudeville, au théâtre des Variétés[54]
- 1838 : Tronquette la Somnambule, folie-vaudeville, au théâtre des Variétés[55]
- 1838 : Les Coulisses, tableau-vaudeville, au théâtre du Palais-Royal[56]
- 1839 : Rothomago, revue, au théâtre du Palais-Royal[57]
- 1839 : Simplette la Chevrière, vaudeville, au théâtre du Palais-Royal[58]
- 1839 : Le Naufrage de la Méduse, opéra, au théâtre de la Renaissance[59]
- 1839 : Les Trois Quenouilles, conte de fées mêlé de chant, au théâtre du Palais-Royal[60]
- 1839 : Thomas l'Egyptien, vaudeville, théâtre du Palais-Royal[61]
- 1839 : Les Bamboches de l'Année, revue mêlée de couplets, au théâtre du Palais-Royal[62]
- 1840 : Roland Furieux, folie-vaudeville, au théâtre des Folies-Dramatiques[63],[64]
- 1840 : L'Ouragan, drame-vaudeville, au théâtre des Folies-Dramatiques[65]
- 1840 : Les Dîners à trente-deux Sous, vaudeville, au théâtre du Palais-Royal[66]
- 1840 : L'Argent, la Gloire et les Femmes, vaudeville à spectacle, au théâtre des Folies-Dramatiques[67],[68]
- 1840 : Job l'Afficheur, vaudeville, au théâtre des Folies-Dramatiques[69]
- 1840 : Le Docteur de Saint-Brice, drame, au théâtre de la Porte-Saint-Martin[70]
- 1841 : Les Farfadets, ballet fantastique, au théâtre de la Porte-Saint-Martin[71]
- 1841 : 1841 et 1941 ou Aujourd'hui et dans Cent Ans, revue fantastique, au théâtre de la Porte-Saint Martin[72]
- 1843 : Les Mille et Une Nuits, féérie, au théâtre de la Porte-Saint-Martin[73]
- 1843 : Lénore ou Les Morts vont vite, drame, au théâtre de la Porte-Saint-Martin[74],[75]
- 1843 : L'Ombre, ballet-pantomime, au théâtre de la Porte-Saint-Martin[76]
- 1843 : Les Îles Marquises, revue, au théâtre de la Porte-Saint Martin[77]
- 1844 : Calypso, vaudeville mythologique, au théâtre de la Porte-Saint Martin[78]
- 1844 : Iwan le Moujick, comédie-vaudeville, au théâtre du Gymnase-Dramatique[79]
- 1845 : La Biche au Bois ou Le Royaume des Fées, vaudeville-féérie, au théâtre de la Porte-Saint Martin[80]
- 1845 : Le Diable à Quatre, vaudeville-féérie, au théatre du Vaudeville
- 1847 : La Belle aux Cheveux d'Or, féérie, au théâtre de la Porte-Saint Martin[81]
- 1848 : La Fin du Monde, revue fantastique, au théâtre de la Porte-Saint Martin[82]
- 1848 : L'Île de Tohu-Bohu, galimatias, au théâtre de la Porte-Saint Martin[83]
- 1848 : Les Marrons d'Inde ou Les Grotesques de l'année, revue fantastique, au théâtre de la Porte-Saint-Martin[84]
- 1849 : La Cornemuse du Diable, vaudeville fantastique, au théâtre Montansier[85]
- 1850 : Le Nouveau Pied de Mouton, féérie, au théâtre de la Gaité[86]
- 1850 : Les Chercheuses d'Or, folie-vaudeville, au théâtre des Variétés[87]
- 1851 : Les Filles de l'Air, folie-vaudeville, au théâtre des Variétés[88]
- 1851 : La Chasse aux Grisettes, vaudeville, au théâtre des Folies-Dramatiques[89]
- 1852 : La Dame aux Cobéas, parodie-vaudeville, au théâtre des Folies-Dramatiques[90]
- 1852 : Le Terrible Savoyard, folie-vaudeville, au théâtre du Palais-Royal[91]
- 1852 : La Chatte Blanche, féerie-ballet sur musique de Charles-Alexandre Fessy, au Théâtre-National[92]
- 1852 : Le Trou des Lapins, vaudeville, au théâtre du Palais-Royal[93]
- 1852 : Prunes et Chinois, vaudeville, au théâtre des Folies-Dramatiques[94]
- 1852 : Masséna, l'Enfant chéri de la Victoire, drame militaire, au Théâtre-National[95]
- 1853 : Une Nichée d'Arlequins, comédie mêlée de chants, au théâtre du Palais-Royal[96]
- 1853 : Ali-Baba ou Les Quarante Voleurs, conte des mille et une nuits, au théâtre Impérial du Cirque[97]
- 1853 : La Poudre de Perlinpinpin, féérie, au théâtre Impérial du Cirque[98]
- 1854 : Le Bal du Sauvage, folie-vaudeville, au théâtre des Folies-Dramatiques[99]
- 1854 : Gusman ne connaît pas d'Obstacles, vaudeville, au théâtre des Folies-Dramatiques[100]
- 1854 : La Foire de Lorient, vaudeville, au théâtre du Vaudeville[101]
- 1854 : La Bataille de l'Alma, pièce militaire, au théâtre Impérial du Cirque[102]
- 1854 : Grégoire, vaudeville, au théâtre du Vaudeville[103]
- 1854 : Les Conquêtes d'Afrique 1830-1844, pièce militaire, au théâtre Impérial du Cirque[104]
- 1855 : Dans les Nuages, comédie-vaudeville, au théâtre des Folies-Dramatiques[105]
- 1855 : Le Monde-Camelotte, comédie-vaudeville, au théâtre du Palais-Royal[106]
- 1855 : Le Royaume du Calembour, revue mêlée de chants, au théâtre des Variétés[107]
- 1856 : La Médée de Nanterre, tragédie fantaisiste, au théâtre des Variétés[108]
- 1856 : Le Chien de Garde, comédie-vaudeville, au théâtre des Variétés[109]
- 1856 : La Chasse aux Ecriteaux, vaudeville, au théâtre des Variétés[110]
- 1857 : Jean le Toqué, vaudeville, au théâtre des Variétés[111]
- 1857 : Ohé ! Les P'tits Agneaux !, revue mêlée de chants et de danses, au théâtre des Variétés[112]
- 1858 : Les Bibelots du Diable, féérie-vaudeville, au théâtre des Variétés[113]
- 1858 : As-tu vu la Comète, Mon Gars ?, revue, au théâtre des Variétés[114]
- 1859 : La Fée Carabosse, opéra comique, au théâtre Lyrique[115]
- 1859 : Le Pays des Echasses, vaudeville, au théâtre des Variétés
- 1859 : Les Compagnons de la Truelle, drame, au théâtre des Variétés[116]
- 1859 : Sans Queue ni Tête, revue, au théâtre des Variétés[117]
- 1860 : La Grande Marée, mystification mêlée de chants, au théâtre des Variétés[118]
- 1860 : Le Pied de Mouton, grande féérie-revue-ballet, au théâtre de la Porte-Saint Martin[119],[120]
- 1860 : Oh! la, la ! Qu'c'est bête tout çà !, revue, au théâtre des Variétés[121]
- 1861 : Le Beau Narcisse, vaudeville, au théâtre des Variétés[122]
- 1861 : Les Mille et un Songes, revue-féérie, au théâtre des Variétés[123]
- 1862 : Hé! Allez donc Turlurette, revue, au théâtre des Variétés[124]
- 1863 : Les Voyages de la Vérité, pièce fantastique mêlée de chants, théâtre des Variétés[125]
- 1864 : La Tour de Nesle à Pont-à-Mousson, parodie-vaudeville, au théâtre des Variétés[126]
- 1864 : La Liberté des Théâtres, salmigondis mêlé de chants, au théâtre des Variétés[127]
- 1866 : La Reine Crinoline ou Le Royaume des Femmes, pièce fantastique, au théâtre des Variétés[128]
- 1875 : Les Bêtises d'hier, revue-vaudeville, au théâtre des Variétés[129]

### Charles-Théodore Cogniard
- Notices d'autorité (pour Théodore Cogniard) :   - VIAF
  - ISNI
  - BnF (données)
  - IdRef
  - LCCN
  - GND
  - Italie
  - Espagne
  - Belgique
  - Pays-Bas
  - Pologne
  - Israël
  - NUKAT
  - Suède
  - Vatican
  - Tchéquie
  - WorldCat
- Ressources relatives à la musique (pour Théodore Cogniard) :   - International Music Score Library Project
  - Répertoire international des sources musicales
- Ressource relative au spectacle (pour Théodore Cogniard) :   - Les Archives du spectacle
- Ressource relative à la recherche (pour Théodore Cogniard) :   - Isidore
- Ressource relative aux beaux-arts (pour Théodore Cogniard) :   - AGORHA

### Jean-Hippolyte Cogniard
- Notices d'autorité (pour Hippolyte Cogniard) :   - VIAF
  - ISNI
  - BnF (données)
  - IdRef
  - LCCN
  - GND
  - Espagne
  - Belgique
  - Pays-Bas
  - Pologne
  - Israël
  - NUKAT
  - Tchéquie
  - WorldCat
- Ressources relatives à la musique (pour Hippolyte Cogniard) :   - International Music Score Library Project
  - Répertoire international des sources musicales
- Ressource relative au spectacle (pour Hippolyte Cogniard) :   - Les Archives du spectacle
- Ressource relative aux beaux-arts (pour Hippolyte Cogniard) :   - AGORHA
- Base Léonore